# Велиев, Руслан Александрович
Руслан Александрович Велиев (30 июня 1975, Шевченко, Мангистауская область, Казахская ССР, СССР) — казахстанский борец вольного стиля, участник Олимпийских игр 2000 года в Сиднее.

## Карьера
В декабре 1998 года в Бангкоке стал бронзовым призёром Азиатских игр. В конце сентября 2000 года в Сиднее на Олимпийских играх на групповом этапе провёл три схватки, уступил во всех, сначала Алмазу Аскарову из Кыргызстана, затем Кэмерону Джонстону из Австралии, а в заключении Сергею Демченко из Белоруссии, заняв итоговое 19 место. После Олимпиады переехал в Бельгию.

## Личная жизнь
По национальности — лезгин. Сыновья: Ибрагим и Умар, также борцы вольного стиля, выступают за сборную Бельгии, тренируются под его руководством.

## Результаты
- Чемпионат мира по борьбе 1994 — 11;
- Чемпионат мира по борьбе среди молодёжи 1995 — ;
- Восточноазиатские игры 1997 — 4;
- Чемпионат мира по борьбе 1997 — 7;
- Чемпионат мира по борьбе 1998 — 9;
- Азиатские игры 1998 — ;
- Чемпионат Азии по борьбе 1999 — 4;
- Чемпионат мира по борьбе 1999 — 18;
- Чемпионат Азии по борьбе 2000 — 10;
- Олимпийские игры 2000 — 19;